# Liste der Kulturdenkmäler in Koblenz-Horchheim
In der Liste der Kulturdenkmäler in Koblenz-Horchheim sind alle Kulturdenkmäler im Stadtteil Koblenz-Horchheim der rheinland-pfälzischen Stadt Koblenz aufgeführt. Grundlage ist die Denkmalliste des Landes Rheinland-Pfalz (Stand: 28. Juni 2023).
Die Kulturdenkmäler sind Teil des seit 2002 bestehenden UNESCO-Welterbes Oberes Mittelrheintal.

## Einzeldenkmäler
| Bezeichnung                         | Lage                                        | Baujahr | Beschreibung | Bild                           |
| ----------------------------------- | ------------------------------------------- | ------- | --- | ------------------------------ |
| Wohnhaus                            | Alte Heerstraße 14 Lage                     | 1718    | fünfachsiger Putzbau, teilweise Fachwerk, bezeichnet 1718, zugehörig ehemalige Scheune | Fotos hochladen                |
| Wegekapelle                         | Alte Heerstraße, Ecke Alter Weg Lage        |         | Wegekapelle, Vesperbild wohl aus dem 15. Jahrhundert | Fotos hochladen                |
| Friedhofskreuz und Grabmäler        | Alter Weg, auf dem Friedhof Lage            |         | historistisches Friedhofskreuz, Neurenaissance, wohl um 1897; eingezäunte Grabstelle der Familie Beckenkamp (Sophie † 1926, Jakob † 1931): Grabmal in Form eines gotischen Kirchenportals, flankiert von zwei altarartigen Grabsteinen | BW                             |
| Doemmingsche Villa                  | Auf der Luh 1 Lage                          | 1915    | neuklassizistischer Mansarddachbau, 1915 | Fotos hochladen                |
| Villa                               | Emser Straße 271 Lage                       | 1904    | vielgliedrige Villa mit gebrochenem Pyramiddach, Jugendstilformen, 1904, Architekt Alfred Jäkle, Koblenz; Gesamtanlage mit Garten | Fotos hochladen                |
| Villa                               | Emser Straße 293 Lage                       | 1889    | spätklassizistische Putzvilla, 1889, um 1900 um eine Achse verlängert; Gesamtanlage mit Garten | Fotos hochladen                |
| Rundturm                            | Emser Straße, zwischen Nr. 317 und 327 Lage | um 1830 | im Park Mendelssohn: Rundturm mit Kegeldach, um 1830, Johann Claudius von Lassaulx zugeschrieben | Fotos hochladen                |
| Katholische Pfarrkirche St. Maximin | Emser Straße 351 Lage                       | 1916–18 | Westturm, 12. Jahrhundert, mit neubarockem Glockengeschoss; neubarocke dreischiffige Basilika, 1916–18, Architekt Richard von Broek, Duisburg; mit Ausstattung                                                                         | weitere Bilder Fotos hochladen |
| Präsenzhof des Stiftes St. Florin   | Emser Straße 389 Lage                       | 1241    | ehemaliger Präsenzhof des Stiftes St. Florin, Köln; im Kern romanischer Wohnturm, Krüppelwalmdach, 1241 | weitere Bilder Fotos hochladen |
| Adelshaus von Eyss                  | Emser Straße 397 Lage                       | 1761–65 | spätbarocker Mansardwalmdachbau, 1761–65; dreiflügeliger Palais errichtet von Matthias von Eyß und seiner Frau, geb. von Solemacher | Fotos hochladen                |
| Hofanlage                           | Müfflingstraße 6 Lage                       | um 1430 | Hofanlage mit mittelalterlichem Wohnhaus mit Schwebegiebel, datiert auf die 1430er Jahre, Dachstuhl um 1450 | Fotos hochladen                |
| Evangelische Lutherkapelle          | Reiffenbergstraße, zu Nr. 8/10 Lage         | um 1830 | ursprünglich Teehaus im Mendelssohnschen Park, 1830er Jahre, Architekt Johann Claudius von Lassaulx, 1948 nach Plänen von Möllering/Düsseldorf neu gestaltet, 1956 von Friedhelm Worm/Koblenz erweitert                                | weitere Bilder Fotos hochladen |